# Gamma Trianguli
Gamma Trianguli (Gamma Tri, γ  Trianguli, γ Tri) è una stella nella costellazione del Triangolo situata a circa 112 anni luce dalla Terra. Ha una magnitudine apparente di +4,01 e forma un sistema triplo prospettico (sulla medesima linea di vista) con Delta Trianguli e 7 Trianguli.

## Caratteristiche
La stella ha una classificazione stellare di A1Vnn, ovvero una stella di sequenza principale di tipo A; ha 2,7 volte la massa del Sole e quasi il doppio del suo raggio. Gamma Trianguli irradia circa 33 volte la luminosità del Sole dal suo involucro esterno ad una temperatura effettiva di 9440 K, dando alla stella una tonalità bianca. La sua età stimata è di circa 300 milioni di anni.

## Rotazione
L'astro sta ruotando rapidamente, con una velocità di rotazione proiettata di 254 km/s lungo l'equatore, che fa sì che la stella assuma la forma pronunciata di uno sferoide oblato come Altair. Poiché l'inclinazione assiale della stella non è nota, la velocità equatoriale azimutale è pari almeno a questa misura e forse più alta. In confronto, il Sole ruota lentamente con una velocità azimutale equatoriale di 2 km/s.
Lo spostamento doppler causato da un'alta velocità di rotazione su se stessa causa linee di assorbimento molto allargate nello spettro della stella, peculiarità indicata dalla doppia n nella sua classificazione spettrale.

## Disco di detriti
In orbita attorno alla stella c'è un disco polveroso di detriti con una massa combinata di circa 2,9×10−2 volte la massa della Terra. Questo disco può essere rilevato perché viene riscaldato a una temperatura di circa 75 K da Gamma Trianguli e restituisce tale calore come radiazione infrarossa. Il disco è separato dalla stella ospite da un angolo di 2,24″, corrispondente a un raggio fisico di 80 au, o 80 volte la separazione della Terra dal Sole.

## Nome
In cinese, 天大將軍 (Tiān Dà Jiāng Jūn), che significa il Grande Generale del Cielo, si riferisce a un asterismo costituito da γ Trianguli, γ Andromedae, φ Persei, 51 Andromedae, 49 Andromedae, χ Andromedae, υ Andromedae, τ Andromedae, 56 Andromedae, β Trianguli e δ Trianguli. Di conseguenza, il nome cinese per γ Trianguli stesso è 天大將軍十 (Tiān Dà Jiāng Jūn shí: la decima stella del Grande Generale del Cielo).

## Nella cultura di massa
- Nell'episodio La mela, della seconda stagione della serie classica di Star Trek, l'Enterprise visita Gamma Trianguli VI, un pianeta abitabile orbitante intorno alla stella, scoprendo che la sua popolazione è mantenuta e controllata da un computer chiamato Vaal. L'equipaggio sceso sul pianeta viene attaccato da Vaal, e Kirk lo distrugge liberando la popolazione.